# FELISTELLA
FELISTELLA株式会社（フェリステラ）は、コンピュータゲームソフトウェアの企画・開発などを行う日本の企業。

## 歴史
2010年に解散した旧フライト・プランの社員により設立された。2013年7月1日、合同会社から株式会社に組織変更。
2015年4月にはアイディアファクトリーと業務資本提携契約を締結。これによりFELISTELLAの一部株式をアイディアファクトリーが取得した。

## 主な開発タイトル
| 発売日（日本） | 発売日（日本） | タイトル                                                           | プラットフォーム              | 発売元                                            |
| -------------- | -------------- | ------------------------------------------------------------------ | ----------------------------- | ------------------------------------------------- |
| 2012年         | 7月19日        | アガレスト戦記 Mariage                                             | PlayStation Portable          | コンパイルハート                                  |
| 2012年         | 10月4日        | サモンナイト3（PlayStation Portable版）                            | PlayStation Portable          | バンダイナムコゲームス                            |
| 2012年         | 11月15日       | サモンナイト4（PlayStation Portable版）                            | PlayStation Portable          | バンダイナムコゲームス                            |
| 2013年         | 5月16日        | サモンナイト5                                                      | PlayStation Portable          | バンダイナムコゲームス                            |
| 2013年         | 10月31日       | 超次次元ゲイム ネプテューヌRe;Birth1                               | PlayStation Vita              | コンパイルハート                                  |
| 2014年         | 3月20日        | 超次次元ゲイム ネプテューヌRe;Birth2 SISTERS GENERATION            | PlayStation Vita              | コンパイルハート                                  |
| 2014年         | 12月18日       | 神次次元ゲイム ネプテューヌRe;Birth3 V CENTURY                     | PlayStation Vita              | コンパイルハート                                  |
| 2015年         | 8月6日         | ルミナスアーク インフィニティ                                      | PlayStation Vita              | マーベラス                                        |
| 2015年         | 7月31日        | コエスタ                                                           | Android                       | FELISTELLA / シンク・アンド・フィール（共同運営） |
| 2015年         | 12月4日        | コエスタ                                                           | iOS                           | FELISTELLA / シンク・アンド・フィール（共同運営） |
| 2015年         | 11月26日       | 超次元大戦 ネプテューヌVSセガ・ハード・ガールズ 夢の合体スペシャル | PlayStation Vita              | コンパイルハート                                  |
| 2016年         | 8月4日         | 限界凸旗 セブンパイレーツ                                          | PlayStation Vita              | コンパイルハート                                  |
| 2017年         | 9月28日        | 限界凸城 キャッスルパンツァーズ                                    | PlayStation 4                 | コンパイルハート                                  |
| 2019年         | 8月29日        | アズールレーン クロスウェーブ                                      | PlayStation 4                 | コンパイルハート                                  |
| 2021年         | 3月18日        | MAGLAM LORD/マグラムロード                                         | PlayStation 4 Nintendo Switch | ディースリー・パブリッシャー                      |
| 2022年         | 4月14日        | バトルスピリッツ コネクテッドバトラーズ                            | PlayStation 4 Nintendo Switch | フリュー                                          |